# اکبرآباد چالوس
اکبرآبادچالوس، روستایی است از توابع بخش مرکزی شهرستان چالوس در استان مازندران ایران.

## جمعیت
این روستا در دهستان کلارستاق شرقی قرار دارد و براساس سرشماری مرکز آمار ایران در سال ۱۳۸۵، جمعیت آن ۲۳۲ نفر (۶۶خانوار) بوده‌است. مردم اکبرآباد از قومیت طبری هستند. مردم اکبرآباد به زبان طبری با گویش چالوسی سخن می‌گویند.